# ヒメアカタテハ亜属
ヒメアカタテハ亜属（ひめあかたてはあぞく、学名：Cynthia）はタテハチョウ科アカタテハ属に属する亜属のひとつである。色鮮やかな蝶の一グループであり、英語では一般的にpainted ladiesと呼ばれている。世界中ほぼ全域でよく知られているグループである。
ヒメアカタテハ亜属には、以下が含まれる。
- ヒメアカタテハ（学名：Vanessa cardui）、世界中ほぼ全域に分布
- オーストラリアヒメアカタテハ（英語版）（学名：Vanessa kershawi）
- ヴァージニアヒメアカタテハ（英語版）（学名：Vanessa virginiensis）
- ルリボシヒメアカタテハ（英語版）（学名：Vanessa annabella）

## 特徴
ヒメアカタテハ（V. cardui）は、主に深橙色地に黒の斑点模様をした翅を有し、前翅の角の部分が黒地に白の斑点になっていることによって識別される大きな蝶（翅を広げた幅は5-9センチメートル）である。前翅の先端の黒い部分には5つの白い斑点があるが、橙色の部分はまだらに薄くなっていて、はっきりした白い斑点は確認できない。後翅には、表側（背側）および裏側（腹側）の縁近くに4つの小さな目玉模様がある。表側の模様は黒であるが、夏になると（目玉模様の中に）小さな青い瞳孔のような模様をもつ個体も存在する。
ヴァージニアヒメアカタテハ（V. virginiensis）は、後翅の裏側の大きな2つの目玉模様により、最も容易に識別することができる。ヴァージニアヒメアカタテハはまた、前翅の裏側、先端近くのピンク色をした部分に白い斑点があり、またしばしば、表側のオレンジ色をした部分により小さくはっきりした白い斑点がある。信頼性が少し下がる指標としては、後翅の表側の縁近くにある目玉模様の列がある。ヴァージニアヒメアカタテハには、しばしば、外側に青い瞳孔を有する2つの大きな目玉模様がある。前翅の黒色の先端には4〜5個の白い斑点があり、通常、最も大きな斑点は白みがかった橙色をしている。
ルリボシヒメアカタテハ（V. annabella）は、翅の裏側にはっきりした目玉模様をもたない。表側にも、ヴァージニアヒメアカタテハに見受けられるような、翅の先端近くの橙色部分の白い斑点はなく、また橙色はより鮮やかである。ルリボシヒメアカタテハの前翅には、先端付近に完全な橙色をした帯があり、最先端も完全に橙色になっている。ルリボシヒメアカタテハの後翅の縁近くにある目玉模様には、3つまたは4つの青い瞳孔のような模様があるという特徴がある。ルリボシヒメアカタテハの翅にある瞳孔のような模様のうち、内側の2つは比較的大きい（ヴァージニアヒメアカタテハは逆に、翅の外側にある模様が大きい）。
オーストラリアヒメアカタテハ（V. kershawi）はヒメアカタテハ（V. cardui）に非常によく似ている。翅の裏側にある4つの目玉模様はヒメアカタテハに比べはっきりせず、後翅の表側の目玉模様には常に最低3つ（しばしば4つ）の青い瞳孔のような模様がある。幼虫は主にカイザイクで見つけることができる。

## 寿命
ヒメアカタテハ亜属の蝶の寿命は2週間から4週間である。これらの蝶は完全変態を行い、変態についてはX線マイクロトモグラフィーを用いた研究が近時行われた。

## 比較画像

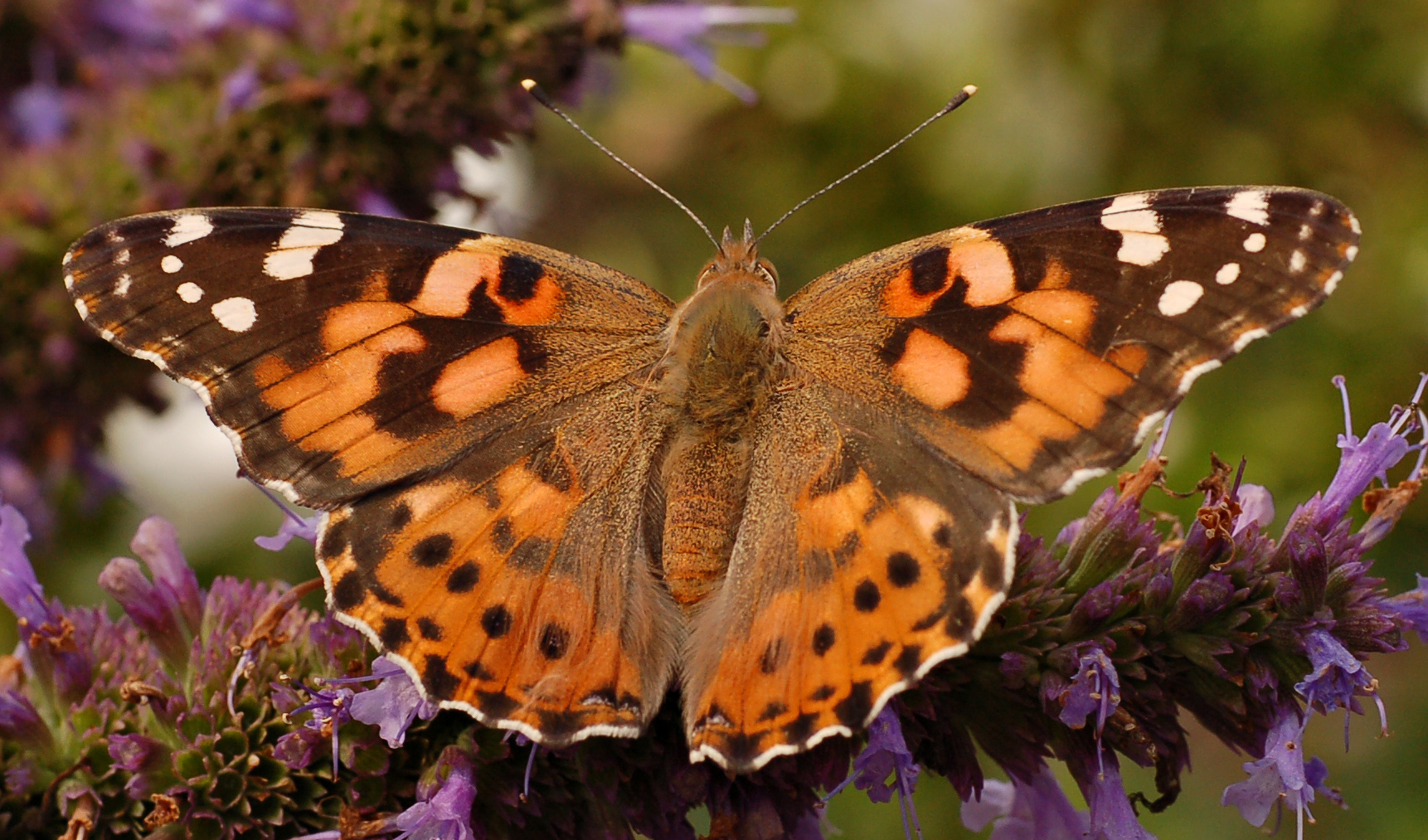
ヒメアカタテハ（V. cardui）
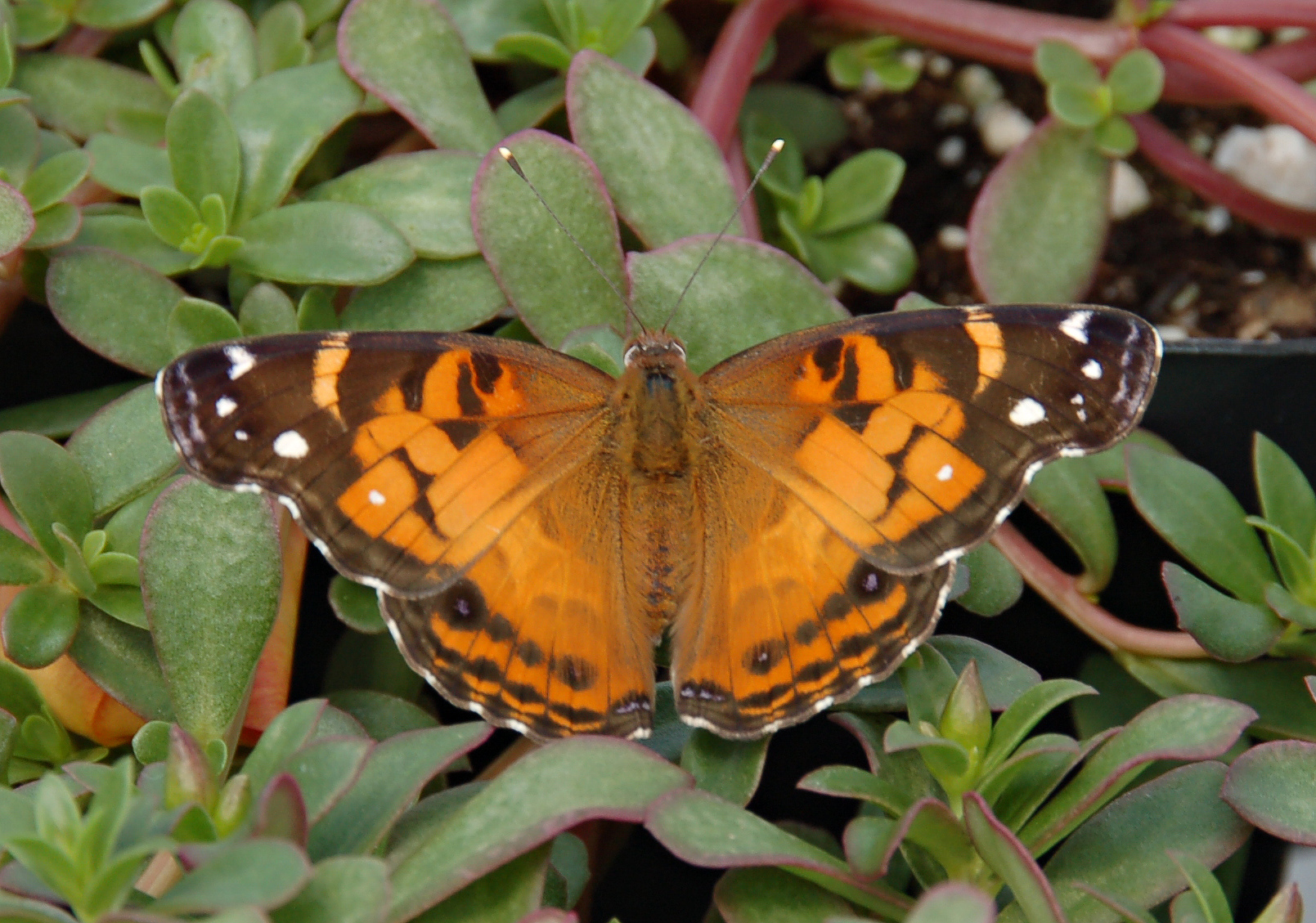
ヴァージニアヒメアカタテハ（V. virginiensis）
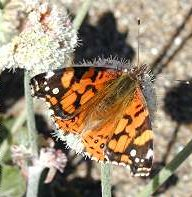
ルリボシヒメアカタテハ（V. annabella）
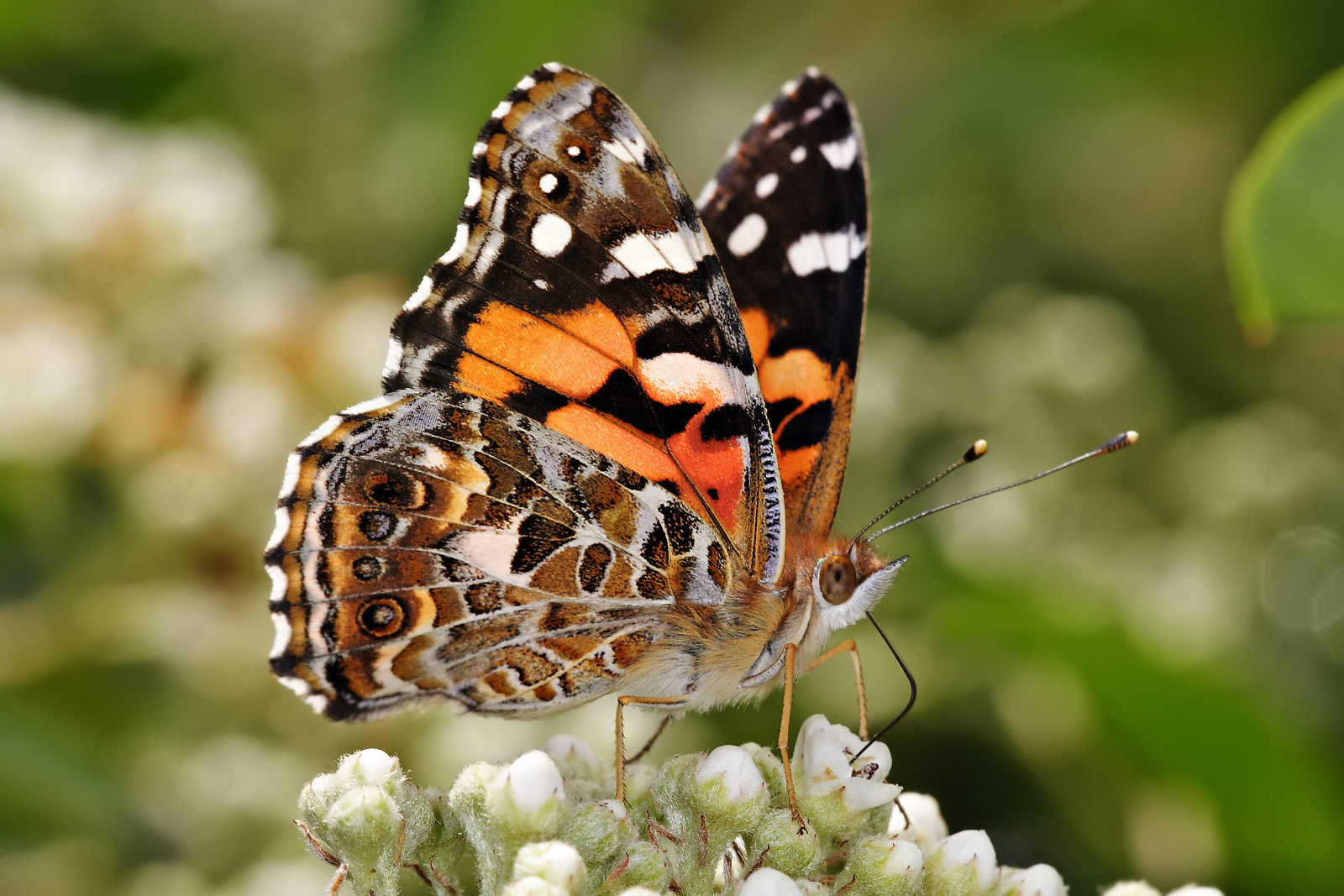
オーストラリアヒメアカタテハ（V. kershawi）